# کلودیو سانتینی
کلودیو سانتینی (انگلیسی: Claudio Santini؛ زادهٔ ۱۲ فوریهٔ ۱۹۹۲) بازیکن فوتبال است.
از باشگاه‌هایی که در آن بازی کرده‌است می‌توان به باشگاه فوتبال آسکولی، باشگاه فوتبال آلساندریا، و باشگاه فوتبال روبور سیه‌نا اشاره کرد.